# Soutpansberg

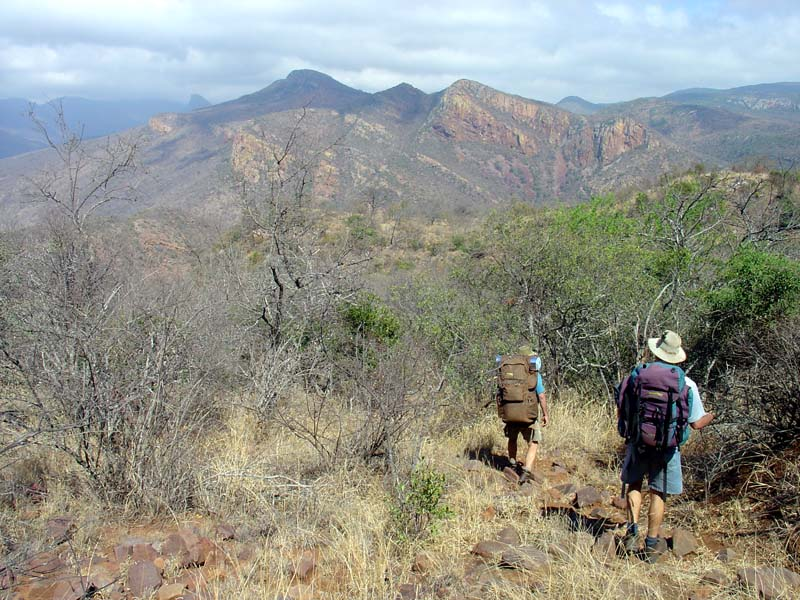
Trekking nel Soutpansberg centrale

Il Soutpansberg (in passato Zoutspansberg) è una catena montuosa dell'estremo nord del Sudafrica che si sviluppa per circa 110 km in direzione est-ovest. Il nome significa "monte della pianura salina", con riferimento alla pianura salina che si trova alla sua estremità occidentale. La parte orientale del sistema del Soutpansberg è all'interno dell'area naturale protetta di Matikwa. Il punto più alto è il picco di Letjume (1.747 m).
Il Soutpansberg è tagliato da due strette valli; quella più occidentale, chiamata Waterpoort, è attraversata dal fiume Sand e dalla ferrovia; attraverso l'altra, detta Willie's Poort, passa invece la strada nazionale N1 che congiunge Louis Trichardt a Musina.

## Storia
Il primo europeo a riferire dell'esistenza del Soutpansberg fu Coenraad de Buys, un colono proveniente da Graaff Reinet. De Buys si insediò nei pressi della montagna nel 1820 e divenne patriarca di un clan noto come "Buysvolk" ("la gente di Buys"), i cui discendenti vivono ancora oggi a Buysdorp. Dopo de Buys giunse nella zona un altro colono, un voortrekker di nome Louis Tregardt, che fondò diversi insediamenti nella zona. Nel 1848, nella zona in cui Tregardt aveva stabilito uno dei suoi accampamenti, un altro boero, Jan Valentyn Botha, fondò la cittadina di Zoutpansbergdorp, in seguito ribattezzata Schoemansdal da Stephanus Schoeman, che divenne leader della comunità locale nel 1855.
I voortrekker stabilirono inizialmente rapporti amichevoli con la popolazione indigena dei Venda. Le relazioni fra i due gruppi peggiorarono drasticamente nel 1866, quando i boeri interferirono in una disputa per la successione al trono Venda, scatenando la rappresaglia da parte di Makhado, uno dei pretendenti. I Venda ebbero la meglio e i voortrekker furono costretti ad abbandonare la zona nel 1867.
I boeri tornarono nel 1898, con un esercito comandato dal generale Piet Joubert, che sconfisse il re Venda Mphefu mettendo a ferro e fuoco il villaggio reale. Dopo la vittoria venne fondata la città di Trichardtsdorp, in seguito ribattezzata Louis Trichardt.